# 白書田
白書田，河南新郑人，清朝政治人物。增贡出身。
嘉庆十三年（1808年），擔任清朝廣州府新安縣知縣。后由鄭域輪接任。